# Il marito di Elena
Il marito di Elena è un romanzo di Giovanni Verga scritto nel 1881 e pubblicato a Milano, subito dopo i Malavoglia, nel 1882 dall'editore Treves.
Nel romanzo vengono abbandonati gli elementi veristici e ripresi i precedenti temi di carattere romantico e passionale a sfondo psicologico.
Come scrive Luigi Russo"Malamente il romanzo è stato interpretato come il dramma di una Bovary verghiana: se il modello del grande artista francese è pur presente, l'interesse del Verga è per il dramma del "filius familias", che vede crollare un suo sogno di felicità domestica, a causa della vanità e della leggerezza della sua compagna."

## Trama
Cesare Dorello è un giovane buono e studioso (originario di Altavilla Irpina
), rimasto orfano di padre, che studia legge all'Università di Napoli coll'aiuto finanziario di don Anselmo, lo zio sacerdote. Cesare conosce Elena, figlia di don Liborio, un ex cancelliere presso i Borboni, se n'innamora e, conseguita la laurea, inizia a frequentare la casa della giovane. Deciso a sposare Elena, chiede la sua mano ai genitori che però, vista la sua precaria situazione economica, si oppongono al matrimonio. I due giovani decidono quindi di fuggire ma, incontrate subito le prime difficoltà, si rifugiano per un po' di tempo presso la casa dello zio canonico e, dopo essersi sposati vanno, a vivere nel paese natale di Cesare. Ma Elena, che ha un carattere frivolo e ambizioso, abituata com'era ad una vita mondana e raffinata, male si adatta alla vita modesta e provinciale che ora deve condurre e inizia a diventare irrequieta e depressa. La nascita di una bambina sembra ridarle per un po' di tempo la felicità, ma presto ritorna alle inquietudini di sempre.
Cesare intanto riesce ad affermarsi come avvocato e così, grazie al miglioramento economico, i due sposi possono ritornare a Napoli ed Elena riesce a condurre la vita che desidera fatta di mondanità e lusso. In modo superficiale ella tradisce ripetutamente il marito che continua, malgrado tutto, ad amarla e non vuole perderla. Ma, dopo aver tentato inutilmente di far cambiare atteggiamento alla moglie, Cesare, sentendosi non più amato, in un momento di furore la uccide con un pugnale.
Ella si riscosse atterrita, cogli occhi stralunati. Ebbe paura, e balzò fuori del letto, colla voce soffocata in gola dal terrore. Egli continua a chiamarla, con uno strano accento di desiderio e d'amore: - Elena! Elena!... Ella cominciò a gridare, pazza di terrore, chiamando aiuto! - Ah! balbettò Cesare rabbrividendo sino alla radice dei capelli. - Ah! non mi ami più! non mi ami più! Non hai che paura!... Allora, afferrandola per il braccio, colla mano ferma, colpì disperatamente, una, due, tre volte. explicit di Il marito di Elena, Giovanni Verga, Mondadori, Milano, 1980 »

## Edizione
Giovanni Verga, Il marito di Elena, Milano, Mondadori, 1980